# Lorrenzo Manzin
Lorrenzo Manzin (Saint-Denis, Illa de la Reunió, 20 de juliol de 1994) és un ciclista francès, professional des del 2014. Actualment corre a l'equip Team TotalEnergies. Destaca com a esprintador. En el seu palmarès destaquen el Tour de Bretanya de 2019 i el Gran Premi València del 2021.

## Palmarès
- 2012
  - Vencedor d'una etapa del Tour de La Reunió
- 2013
  - 1r del Tour de La Reunió i vencedor d'una etapa
- 2014
  - 1r als Boucles Catalans
  - Vencedor d'una etapa del Boucle de l'Artois
  - Vencedor d'una etapa del Tour d'Eure-et-Loir
  - Vencedor d'una etapa de La SportBreizh
- 2015
  - 1r a la Roue tourangelle
- 2018
  - Vencedor d'una etapa al Tour del Llemosí
- 2019
  - 1r al Tour de Bretanya
  - 1r al Gran Premi del Somme
  - Vencedor de 2 etapes a la Tropicale Amissa Bongo
- 2020
  - Vencedor d'una etapa a la Tropicale Amissa Bongo
- 2021
  - 1r al Gran Premi València
- 2022
  - Vencedor d'una etapa al Tour de Poitou-Charentes

### Resultats a la Volta a Espanya
- 2015. Abandona (10a etapa)
- 2016. 149è de la classificació general
- 2017. 156è de la classificació general
- 2020. 133è de la classificació general